# Sjungande vårtbitare
Sjungande vårtbitare (Tettigonia cantans) är en insektsart som först beskrevs av Johann Kaspar Füssli 1775.  Den är stor och grön med relativt korta vingar och blir 22-33 mm. Den lever på frodiga marker och ängar, i skogskanter och längs dikeskanter. Som fullbildar finns den från juli till början av oktober. Hanen spelar från sen eftermiddag fram till midnatt, även i regnväder. Ljudet är kraftigt och hörs långt. Sjungande vårtbitare ingår i släktet Tettigonia och familjen vårtbitare. Arten har ej påträffats i Sverige. Arten förekommer närmast i Danmark, södra Finland och Baltikum, Inga underarter finns listade i Catalogue of Life.

## Bildgalleri

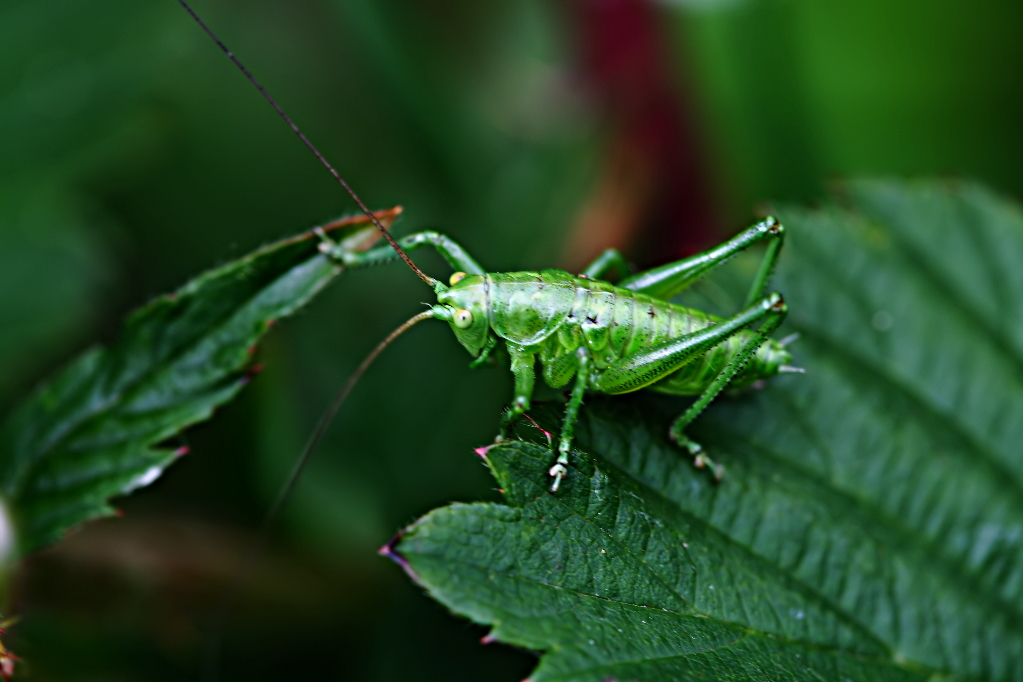
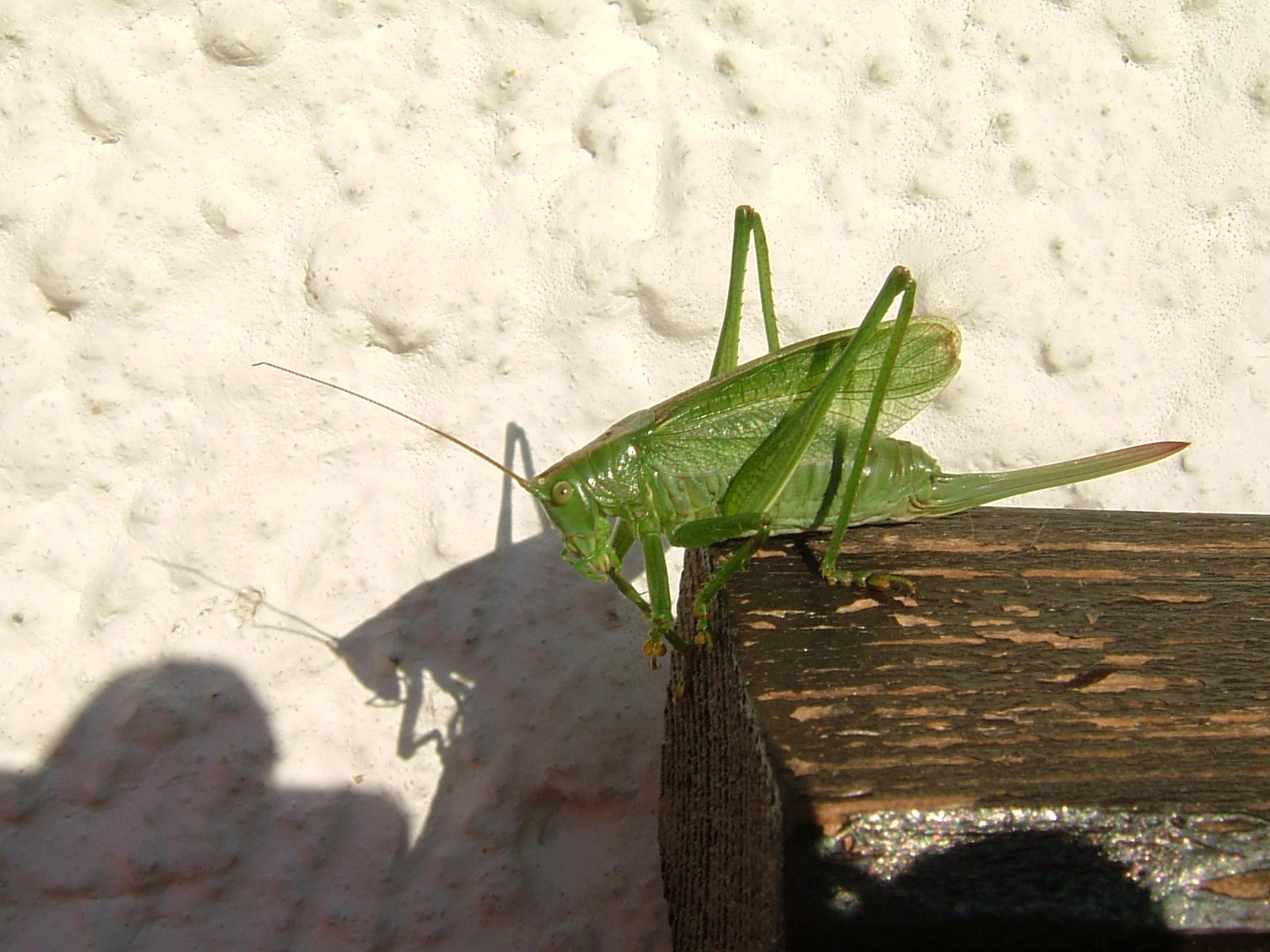
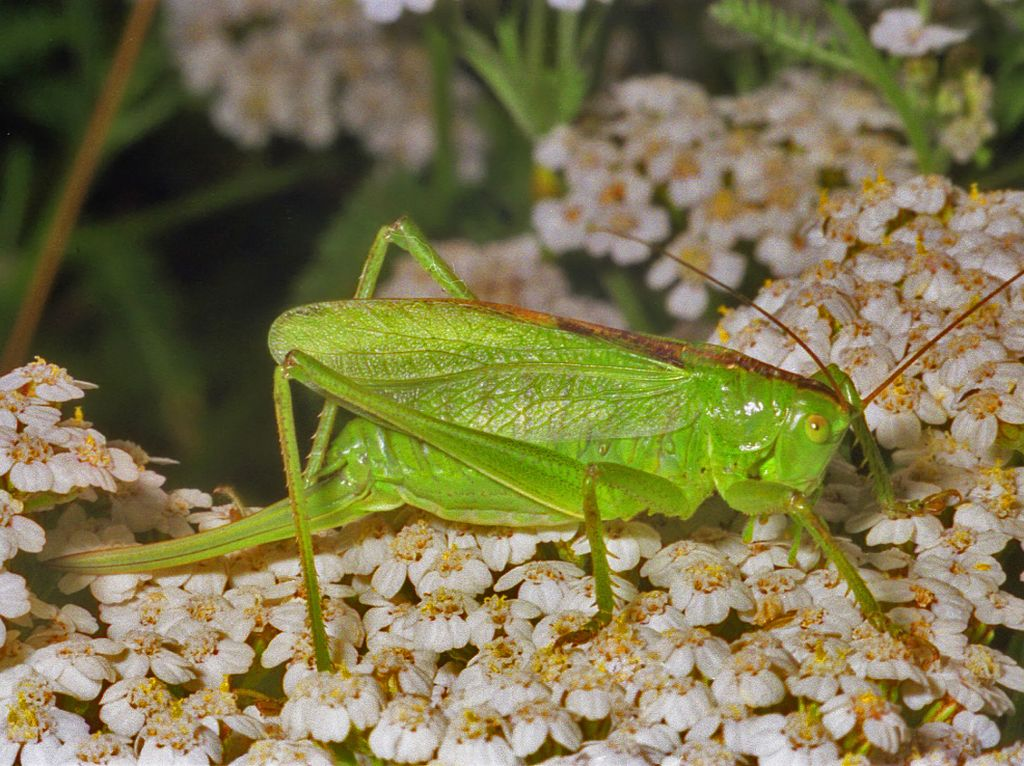
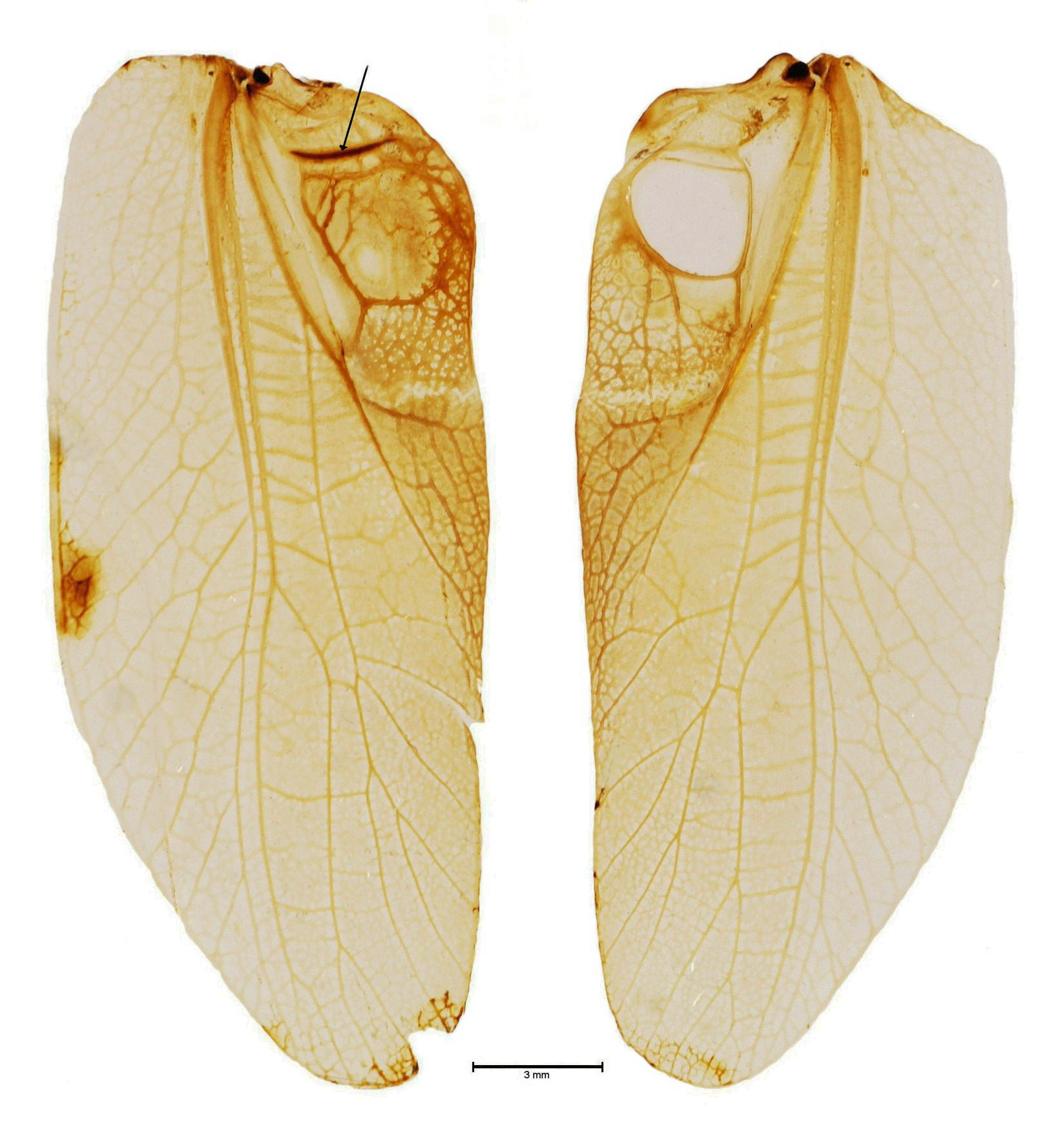
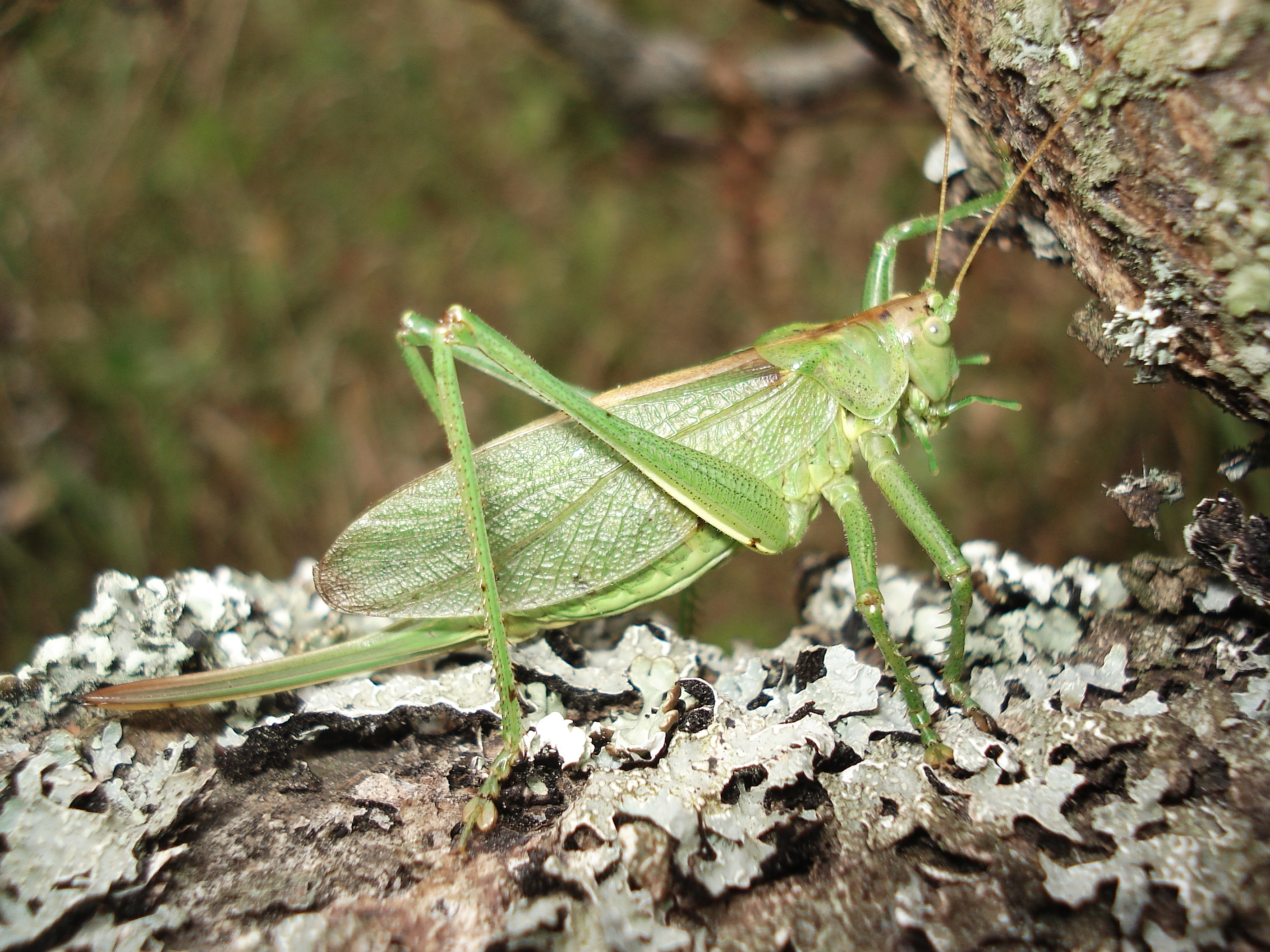